# Matías de Escobar y Llamas
Frate Matías de Escobar y Llamas (La Orotava, 1680 o 1688 – Morelia, 1748) è stato un frate agostiniano messicano di origine spagnola.
È conosciuto per il suo lavoro Americana Thebaida (1724), uno dei più importanti trattati di storiografia coloniale messicana.

## Biografia
Nato a La Orotava, nel nord dell'isola di Tenerife (Isole Canarie). Nella sua gioventù si trasferì con i suoi genitori a Nuova Spagna. Nel 1706 come religioso nel convento agostiniano di Yuririapúndaro e nel 1714 fu ordinato presbitero.
In seguito studiò teologia e fu professore tra il 1719 e il 1727.
La sua opera più famosa è Americana Thebaida scritto nel 1724 e pubblicato nel 1729. Il libro è una descrizione della provincia di Michoacán e uno studio dei gruppi etnici che vivevano in essa prima della conquista, particolarmente l'etnia tarašča e le sue caratteristiche immagini di Cristo realizzati in pasta di mais. Inoltre, racconta l'origine dell'ordine degli agostiniani in Messico e il suo arrivo in Michoacán.
Fray Matías aveva un grande prestigio in qualità di oratore, così negli anni successivi fu priore e parroco di diverse località e città. Nel 1729 è stato nominato cronista provinciale degli agostiniani di Michoacán.
Nel 1748 morì a Valladolid (oggi Morelia), dove fu priore provinciale.